# (24481) 2000 XO9
2000 أكس أو 9 (ويعرف أيضًا باسم (24481) 2000 أكس أو 9 وفق تسمية الكوكب الصغير) (بالإنجليزية: 2000 XO9)‏ هو كويكب ضمن حزام الكويكبات؛ وترتيبه 24481 من حيث الاكتشاف.
اكتُشف هذا الجُرم الفلكي بواسطة بحث لنكولن عن الكويكبات القريبة من الأرض في 1 ديسمبر 2000.

## وصلات خارجية
- (24481) 2000 XO9 في قاعدة بيانات مختبر الدفع النفاث لأجرام النظام الشمسي الصغيرة

- الاكتشاف · مخطط المدار ·  العناصر المدارية · المعلمات المادية

- (24481) 2000 XO9 على موقع ويكي سكاي: DSS2, SDSS, GALEX, IRAS, Hydrogen α, X-Ray, Astrophoto, Sky Map, Articles and images